# Грейстонс
Грейстонс (ірл. Na Clocha Liatha) — прибережне місто та морський курорт в графстві Віклоу, Ірландія. Воно розташоване на східному узбережжі Ірландії, 3,5 км на південь від Брея і 24 км на південь від центру Дубліна та з населенням 18 140 (2016).  Місто межує з Ірландським морем на сході, Брей-Гед на півночі та горами Віклоу на заході. Це друге за величиною місто в окрузі (після Брея).
Місто отримало свою назву на відстані півмилі чи кілометру від сірих каменів між двома пляжами на набережній. Район гавані та залізнична станція Грейстоуни знаходяться на північному та південному кінцях відповідно. Північний пляж, який починається з гавані, є кам'янистим пляжем, і частину його довжини випускають південні скелі Брей-Гед, які піддаються ерозії. Південний пляж — це широкий піщаний пляж довжиною близько одного кілометра. Це пляж із Блакитним прапором і приймає багато відвідувачів та туристів, переважно влітку.
У 2008 році Грейстонс був названий «найбільш придатною для життя спільнотою» у світі на премії LivCom Awards у Китаї.

## Історія
Грейстонс розташований на південь від місця стародавнього замку Баронії Ретдауна. Був хутір, який, як і замок Ратдаун, був відомий як Ратдаун і який з’явився на карті 1712 року. Це місце займало територію, відомому зараз як Гай, на північ від гавані Грейстонс, але збереглися лише руїни каплиці, Келія Св. Кріспіна. Сірі камені - це недавнє поселення, яке вперше згадується в Topographia Hibernica, публікації 1795 року. Тут його описують як «відоме місце для риболовлі за чотири милі за Бреєм».

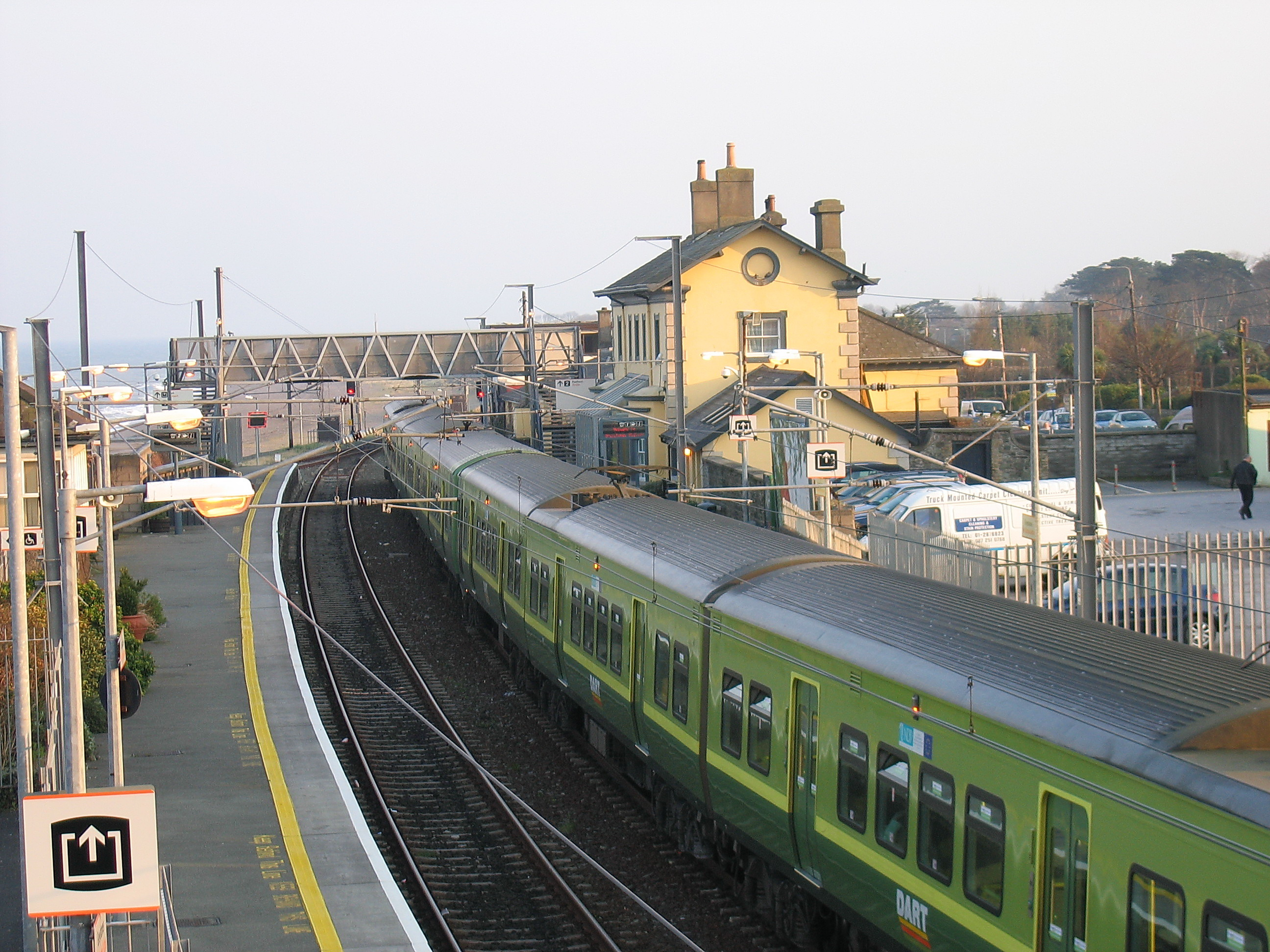
DART поїзд на станції Грейстонс

На початку 19-го століття, були деякі сім'ї, розкидані навколо гавані, Blacklion, Windgates, Кіллінкарріг і Ратдаун. Делгани були більш значним і давно створеним селом. Однак Грейстонс були розміщені на карті з приходом залізниці в 1855 році, що було важким завданням, яке було здійснено за консультацією із відомим інженером Ісамбардського королівства Брунелем. Залізничний вокзал був побудований на лінії, що розділяла властивості двох власників земель: сім'ї Ла Туш з будинку Бельвю (нині в руїнах, недалеко від Делгані) та сім'ї Хокінса-Вітшеда з Кіллінкаріг Хауз (який зараз є гольф-клубом Грейстонс). Це забезпечило зв'язок з Бреєм та Дубліном та залишило місце для розвитку в сусідніх садибах.
Елізабет Хокінс-Уітшед (більш відома як Ліззі Ле Блонд) володіла маєтком Хокінса-Вітшеда з 1871 року, і вона розробила перший запланований житловий масив в Ірландії, район, відомий в даний час як Бернабі. Ліззі була першокласним альпіністом і дослідником, фотографом, автором альпіністських книг, художньої літератури, подорожей та режисером. Вона пожертвувала за номінальну оренду ділянку, на якій побудована бібліотека в Грейстонс. Її перший шлюб з Фредеріком Густавусом Бурнабі був нетривалим, і відомо, що він лише один раз відвідав Віклоу. Однак у районі все ще дано його прізвище. Прилеглий маєток до маєтку Елізабет Хокінс-Вітшед належав родині Ла Туш. Саме в той час, коли Вільям Роберт Ла Туш володів маєтком, Грейстоунс швидко розвивалися. На північ від вокзалу були прокладені Черч-Роуд, Вікторія-Роуд і Трафальгар-роуд, побудовано багато будинків. На початку 20 століття Бурнабіс почав розширювати місто зі свого боку станції, дороги та будинки Бурнабі були розвинені, а населення значно зросло. Імена цих двох сімей залишаються добре відомими і сьогодні, іменами називають багато доріг та житлових масивів.
Між 1885 і 1897 роками жителі Грейстонс проводили агітацію за гавань для допомоги рибній промисловості та імпорту, такого як вугілля. Оригінальний причал, док, морська стінка та підводний човен залишалися до 2009 року, але зазнали значних збитків. На початку 20 століття місто відчуло наслідки прибережної ерозії (що все ще є основною проблемою); втрата полів та більшості будинків на North Beach Road, а також дороге внутрішнє переміщення залізниці. У 1968 році до кінця пристані було додано старий фундамент маяка Кіш.

Наприкінці Другої світової війни автомобілі та бензин стали широко доступними, що дозволило Грейстонс поступово розширюватись, заповнюючи простір між собою та віддаленими районами, такими як Блекліон, Кіллінкарріг та Делгані. Однак популярність залізниці знизилася; саме її існування було під загрозою протягом 1980-х років, оскільки урядові скорочення скоротили обслуговування лише кількома поїздами на день. 1990-ті роки принесли пожвавлення з приходом електрифікованого DART із Брея та набагато частіший графік.

## Населення та розвиток

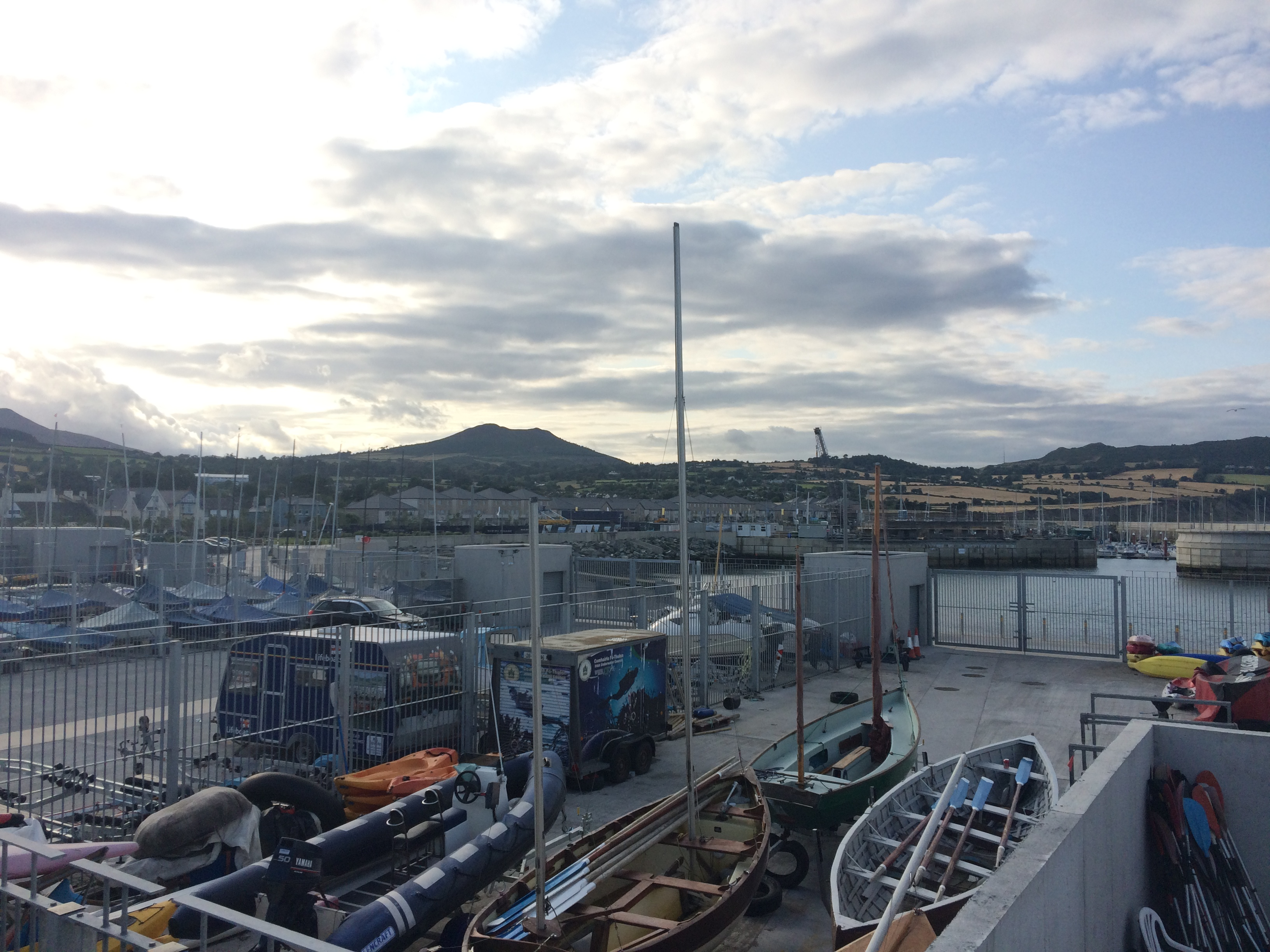
Гавань Грейстонс

З 1970-х років Грейстонс пережив величезний приріст населення завдяки будівництву переважно великих житлових кварталів. Перший із цих періодів тривав близько десятиліття, коли розвивалися такі маєтки, як Хілсайд, Еплвуд-Хайтс, Редфорд-Парк та багато інших менших, таких як Бернабі-Парк. Другий бум у будівництві припав на період Кельтського Тигра на початку 2000-х років, коли відбулися події, такі як Чарльзленд (найбільший) на південь від міста, який включає понад 1000 житлових одиниць. Після фінансової кризи 2008 року відбувся незначний розвиток, що виявилося в різниці між переписом 2011–2016 років»; збільшення лише на 1000. Це порівняно з попередніми збільшеннями, такими як 2006 р., що свідчить про зростання 3000-4000. Інші проєкти, такі як реконструкція гавані, застопорилися або повністю зупинилися протягом цього періоду часу.
Станом на 2018 рік, Грейстонс переживав житловий бум. Ряд масштабних розробок відбувався, головним чином на західних околицях міста, в районі гавані та навколо Чарлленда. Основні схеми включали Seagreen та Waverly в Blacklion, Glenheron поруч із Charlesland та село Марина у гавані. Вони в сукупності прирівнюють понад 1000 житлових будинків, що будуються.[джерело?]  Існує також безліч інших подібних схем, затверджених або очікуючих на затвердження.[джерело?] Грейстонс - єдине місто в графстві Віклоу з такими масштабами зростання. [джерело?]
За підсумками перепису населення 2016 року населення міста Грейстонс становило 18 140, а населення муніципального округу Грейстонс - 26 323, що робить його другим за величиною містом в окрузі після Брея. 
Рада округу Віклоу та муніципальна районна рада Грейстонс планують щонайменше 24 000 до 2028 року в самому місті, незважаючи на повну відсутність інфраструктури, наприклад, шкіл, громадського транспорту та належних доріг.
Поряд із житловим будівництвом «вдосконалено» дорожні мережі та споруди, щоб забезпечити зростання. Дорога між Грейстонс та Бреєм була трохи розширена та перероблена. На південь від міста завершена подвійна проїзна дорога (R774), що з'єднує Грейстонс з N11. Будівництво повної розв'язки з N11 також завершено. Чапел-роуд з'єднаний із садибою Блекліон, утворюючи нову ділянку широкої дороги підвищеної пропускної здатності від розв'язки на Лідлі до перехрестя з вершиною Епплвуд-Хайтс, створюючи повне вузьке місце у селі Делгани. Такі садиби, як Seagreen, доступ з цієї дороги.
Згідно з переписом 2016 року, Грейстонс мають найбільшу присутність Церкви Ірландії як частка населення (8,2%) в будь-якій точці країни, має найбільшу частку протестантів загалом (10,5%) і є найменш релігійним містом у країні (18,3% «відсутність релігії»).

## Транспорт

### Дорога
До Грейстонс можна дістатися з дороги N11 Дублін-Вексфорд; розв'язка (перехрестя 11 на N11) поблизу Чарлзленда з'єднується з містом подвійною проїзною частиною. Це швидко змінюється на M11. Потім він приєднується до M50 (орбітальна автомагістраль Дубліна) близько 10 км на північ.

### Залізничний
Залізнична станція Грейстонс, яка відкрилась 30 жовтня 1855 року  є південною кінцевою лінією залізничної лінії DART, службою, яка з'єднує тридцять станцій вздовж східного узбережжя Дубліна. Дизельні поїзди приміських поїздів Iarnród Éireann та InterCity також обслуговують Грейстонс, сполучаючи місто з Віклоу, Арклоу, Горі, Вексфордом та Європортом Росслера на півдні, та станцією Дубліна Коннолі на півночі.

### Автобус
Грейстонс обслуговуються автобусними маршрутами 84, 84N, 84X та 184, тоді як маршрут 702 Aircoach, що починається в Чарлзленд, пов'язує район з аеропортом Дубліна.

### Дорога
Брей та Грейстонс пов’язані між собою скельною прогулянкою, яка йде за маршрутом залізничної лінії навколо Брей-Гед. Прогулянка 6 км довжиною і займає приблизно дві години. 

## Політика
Грейстонс є частиною округу Віклоу Даїл та округу Південно- Європейського парламенту. Три з п'яти TD TD Віклоу базуються в Грейстонс; Стівен Доннеллі (ФФ), Саймон Харріс (ФГ) та Дженніфер Вітмор (СД). [джерело?]
В органах місцевого самоврядування місцевий виборчий округ Грейстонс (LEA) обирає шість радників до ради округу Віклоу, які засідають як муніципальний округ Грейстонс. Цей LEA також включає сусідні села Делгані, Кілкул та Ньюкасл Нижній. 

## Розвиток

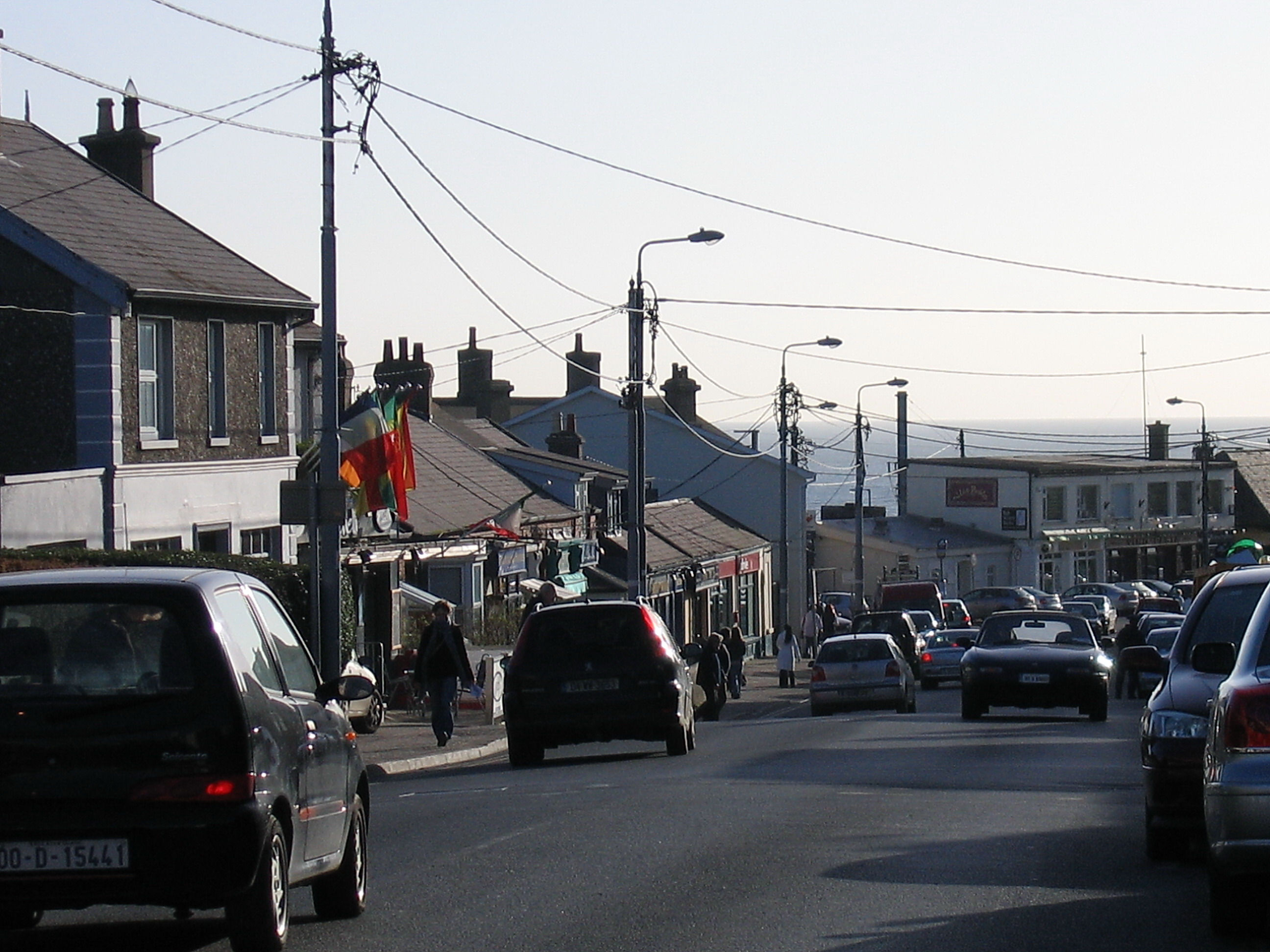
Головний провулок на вулиці

### Набережна
Схема реконструкції гавані на 300 мільйонів євро була запропонована консорціумом Sispar (Sispar - спільний консорціум Sisk та Michael Cotter's Park Developments) у рамках державно-приватного партнерства з Радою округу Віклоу. Цей розвиток подій був актуальною проблемою у місті, і заперечення оберталися навколо приватизації державних земель на узбережжі без широкої громадської згоди.  Розробка включає нову гавань, 341 квартиру, пристань для яхт на 230 місць, нову громадську площу та приміщення для місцевих спортивних клубів. 
Щодо надання дозволу на планування, Ан Борд Плеанала отримав 6 210 подань щодо початкових планів, з яких понад 6 200 були запереченнями.  За словами прес-секретаря Ради округу Віклоу, багато заперечень надходили з-за меж округу Віклоу.  Багато заперечували проти особливостей плану, схвалюючи загальну ідею. Було проведено усне слухання, і рада просила розробників внести певні зміни, в результаті яких плани були зменшені приблизно на 10%.  Близько 3700 заперечень було висловлено щодо цих оновлених планів. 9 серпня 2007 року рада затвердила остаточні плани, одночасно наклавши 13 умов на будівельні роботи, включаючи збереження громадського доступу до скельної прогулянки протягом періоду розробки, суворі вказівки щодо пилоподавлення, повторне використання матеріалів для знесення та обмеження тривалості роботи та рівня шуму. Рада також перевизначила попередній звіт інспектора, замість цього дозволивши старому неліцензійному звалищу залишатися біля нових квартир.  
У лютому 2010 року було оголошено, що розвиток причалу буде призупинено на невизначений час через умови на ірландському ринку нерухомості. 
Після того, як плани розвитку забудувались, позики, надані розробці, були передані НАМА. Сіспар наполягав, що для завершення проекту йому потрібно фінансування з боку НАМА.  У вересні 2012 року було повідомлено, що НАМА списала 50 млн. Євро заборгованості за проблемну розробку гавані Грейстоунс. Здавалося, що не консорціум Sispar, а лише Sisk контролював позики. 
Зараз майже всі нові портові споруди використовуються та доступні для громадськості, поки триває будівництво квартир. 

## Спорт

### Асоціація футболу
У місті існує асоціація футбольних клубів Greystones United,  яка базується в Вудлендсі біля південного пляжу. GUFC є найбільшим футбольним клубом для школярів / дівчат у країні і налічує понад 700 членів.  Мабуть, найвідомішим випускником клубу є Пол Макшейн. Ще один клуб, Greystones AFC, знаходиться на «The Arch Field», поруч із залізничним мостом у гавані. П'ятеро їх гравців представляли Ірландію на різних рівнях. Ян Хоран, Кріс Мейсон і Стівен Макканн представляли ірландську команду середнього рівня, а Стівен Рош і Річі О'Хенлон - команду ірландських коледжів. Обидві сторони в суботу та неділю грають у вищому дивізіоні Лейстерської ліги старших. 

### Гельські ігри
Клуб Éire Óg Greystones GAA розташований на Мілл-роуд, у південному кінці міста. Клуб нещодавно[коли?]  пройшов капітальну реконструкцію, в результаті якої було зроблено поліпшення в клубі, майданчиках, освітленні та паркувальних приміщеннях. [джерело?]

### Гольф
У місті є два поля для гольфу з 18 лунками та полігон для їзди. Гольф-клуб Грейстонс був заснований у 1895 році та виходить на місто, сільську місцевість та Ірландське море. Гольф-клуб Charlesland є новішим, рівнинним і розташований біля моря. Є інші курси в Delgany, Glen of the Downs, Kilcoole, Druids Glen і Брей.

### Регбі
Greystones RFC - команда з регбі, яка бере участь у Всеірландській лізі.

### Теніс
Тенісний клуб Greystones Lawn має 12 відкритих освітлених майданчиків та клубний будинок, розташований на Млин-роуд у південному кінці міста. Тут регулярно проводяться обласні та національні змагання. 

### Морські види спорту
У Грейстонс є багато морських клубів, включаючи вітрильний спорт та віндсерфінг, риболовлю, дайвінг, веслування та морських скаутів. Наприклад, веслувальний клуб Грейстонс був створений у 1920 році.
Берегові риболовлі на тріску і камбалу на пляжах і гавані приваблюють багатьох людей, особливо влітку. Плавання популярне в теплу погоду, особливо на південному пляжі. [джерело?]

### Інші види спорту
У парку Бернабі знаходиться клуб для боулінгу на газонах. У Грейстонс також знаходиться бейсбольний клуб Greystones Mariners, який змагається на національному рівні та в якому кілька членів представляли національну збірну Ірландії з бейсболу. 
Крикет Грейстонс (утворений у 2012 році), тренується (сітки) у Грейстонс, і проводить домашні матчі на майданчику ФК Грейстонс. У них три старші чоловічі команди та одна жіноча команда, яка виступає в змаганнях з Ленстерського крикетного союзу, таверни та дві юніорські команди.
Клуб бадмінтону Сент-Кіліанро розміщено в дозвіллєвому центрі Shoreline на Мілл-роуд. 

## Релігія
Грейстонс має різноманітні християнські деномінації в цьому районі, з більшістю підрозділів основного християнства. У Грейстонс існує римо-католицька,  пресвітеріанська,  англіканська (Церква Ірландії),  євангельська  та євангельська армійська  церква.
Теологічний коледж Carraig Eden - провідний центр П'ятидесятників для теологічних досліджень та підготовки міністрів в Ірландії, який пропонує ступінь BTh і MTh з прикладної теології. 
Більшість жителів є римо-католиками, однак Грейстонс мають найбільшу присутність Церкви Ірландії, оскільки частка населення (8,2%) в будь-якій точці країни, має найбільшу частку протестантів загалом (10,5%) і є найменш релігійною місто в країні (18,3% «відсутність релігії»). (за переписом 2016 року).

## Освіта та дослідження
Грейстонс має вісім початкових шкіл:
- Національна школа Св. [Архівовано 19 липня 2021 у Wayback Machine.] мо-католицька; раніше християнські брати)
- Національна школа св. Бригіди [Архівовано 15 червня 2013 у Wayback Machine.] (римо-католицька)
- Національна школа Св. Лоуренса [Архівовано 25 травня 2022 у Wayback Machine.] (римо-католицька)
- Національна школа Св. Патріка (переважно Ірландська церква )
- Національна школа Делгані [Архівовано 18 липня 2021 у Wayback Machine.] (переважно Ірландська церква )
- Greystones Educate Together Національна школа [Архівовано 12 червня 2021 у Wayback Machine.] ( Виховуй разом ; неконфесійна )
- Gaelscoil na gCloch Liath [Архівовано 19 березня 2018 у Wayback Machine.] ( міжконфесійна; інструкція дається ірландською мовою).
- Національна школа громади Грейстоунів [Архівовано 18 липня 2021 у Wayback Machine.] (неконфесійна)

У місті також є три середні школи:
- Середня школа Святої Віри Святого Давида, [Архівовано 18 липня 2021 у Wayback Machine.] яка є загальноосвітньою спільною школою, де навчається приблизно 500 учнів.
- Школа Темпл Карріг [Архівовано 18 липня 2021 у Wayback Machine.]; Середня загальноосвітня школа Ірландії, яка навчається у спільному навчальному закладі, відчинила свої двері у 2014 році та вміщує ~ 800 учнів.
- Громадський коледж Грейстоунів [Архівовано 18 липня 2021 у Wayback Machine.] (неконфесійна) середня школа, яка відчинила свої двері в 2020 році і матиме потужність для приблизно 1000 учнів, які базуватимуться в районі Шарлленда.

Існує також міжнародна школа, яка пропонує курси Програми середнього року (MYP) та Дипломної програми (DP), розташованої в залі Бельведер.  Ця школа, SEK-Дублін, відкрила свої двері в 1981 році. 
Також порівняно часто місцева молодь відвідує школи в сусідніх населених пунктах, таких як Брей, Дублін та Віклоу.[джерело?] 
Рада округу Віклоу керує бібліотекою Карнегі навпроти парку Бернабі на головній вулиці (Черч-роуд).

## Розваги
Грейстонс має ряд розважальних закладів; Парк спорту та відпочинку Charlesland, який включає скейт-парк, кілька всепогодних футбольних та баскетбольних майданчиків, бігову доріжку та дитячий майданчик.  The Whale Theatre, який використовується для театрів, танців та концертів, розташований у центрі міста і доповнений студіями Greystones, які забезпечують заняття, приміщення для вистав, тренувальні зали та студії AV. 

## Кіно і телебачення
- Кінотеатр Ормонд у Грейстонс, який закрився в липні 2007 року, був представлений в епізоді Батька Теда «Страсті св. Тибула», а також в епізоді останнього стенда Кастера. [32]
- Грейстонс виступали фоном для деяких сцен популярного серіалу BBC Ballykissangel.
- У 1980-х рр. багато районів серіалу під назвою «Дублінська троянда» знімали навколо гавані Грейстонс.
- Місто зазвичай використовувалося в ірландській програмі Glenroe.
- Частини фільму «Таффін» з Пірсом Броснаном у головній ролі знімали в Грейстонс.
- Грейстонс представлені в епізоді Dream Team, футбольного серіалу Sky One.
- Частини Джорджа Дженті, британського детектива 2007 року, проведеного ВВС, знімали навколо гавані. Мартін Шоу знявся у постановці, яка відбулася у 1960-х роках у Великій Британії (Нортгумберленд). Паб «Beach House» з цього приводу був перейменований на «Відпочинок моряка».
- Фільм «Вчорашні діти» з Джейн Сеймур у головній ролі знімався в Грейстонс.

## Економіка
Грейстонс є домом для декількох місцевих підприємств, які були засновані в місті і тепер визнані на національному рівні. Компанія органічних продуктів харчування Happy Pear,   головний офіс якої знаходиться у своєму ресторані на Мейн-стріт (Черч-роуд); Goldfish Telecom    телекомунікаційна фірма зі штаб-квартирою на Черч-Роуд; і RTE Dragons 'Den компанії Смарт зберігання, заснована в прилеглому Ньютаун-Маунт-Кеннеді.   Також в Грейстонс працює міжнародний виробник пляшок United Caps, який має 6 виробничих підприємств та 16 офісів продажів по всій Європі.

## Відомі особистості
У Грейстонс та його околицях (включаючи Delgany) проживає декілька видатних людей, серед яких:
- Емі Боутелл, професійна тенісистка
- Еамон де Буйтлер, режисер і натураліст
- Реджі Корріган, колишній член збірної Ірландії з регбі та гравець Ленстера
- Пол Данн, гравець у гольф
- Саймон Гарріс, політик
- Ендрю Хозьє-Бірн, музикант
- Шан Дреа, колишній ірландський веслувальник Олімпійських ігор
- Ронні Дрю з Дублінців жив у Грейстонс
- Шон ФіцПетрік, колишній голова Англо-ірландського банку [40]
- Джордж Гамільтон, коментатор телебачення RTÉ
- Сіара Келлі, мовниця
- Пол МакНаутон, колишній ірландський гравець у регбі, екс-менеджер Ленстера
- Семюель Міддлтон, крикет
- Джон Л. Мюррей, голова суду Ірландії 2004–2011
- Дем'єн Райс, музикант
- Сірша Ронан, актриса
- Мартен Тундер, художник, творець Олівера Б. Бамбла

## Побратимство міст
Грейстонс має угоди про побратимство міст з:
- Голігед, Уельс, Велика Британія. [41]

## Галерея

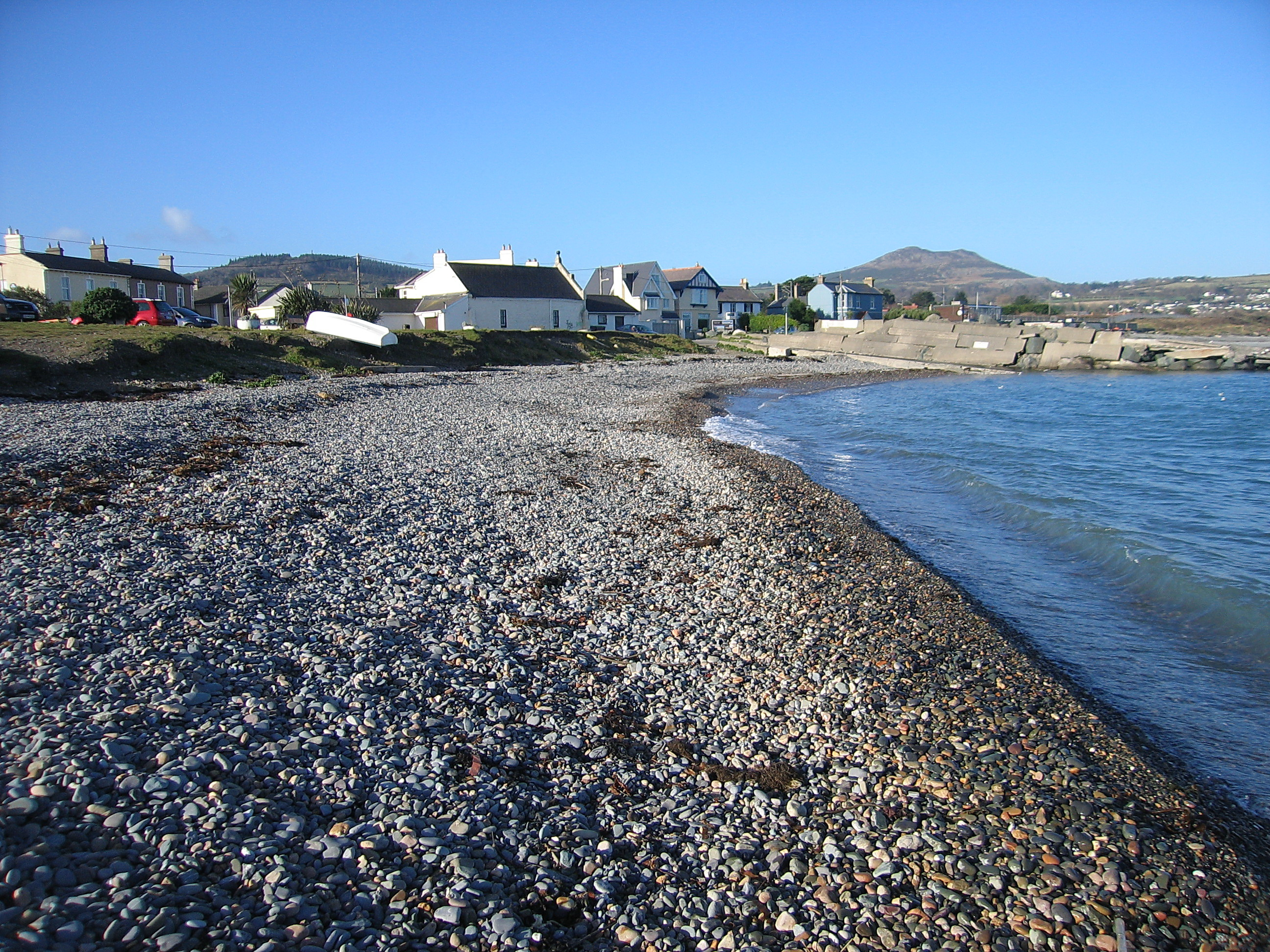
Гавань і Маленький Цукровий Коровай
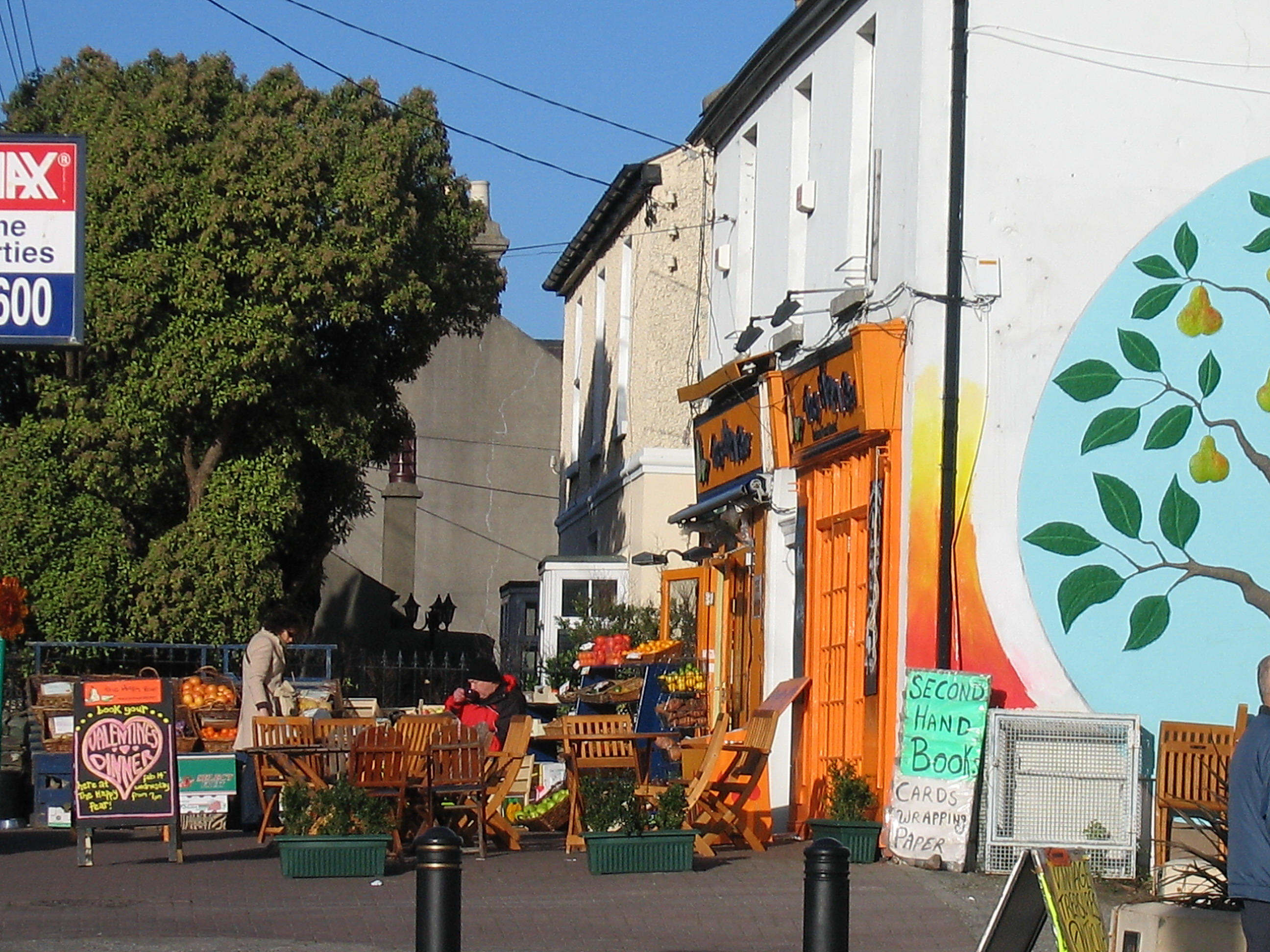
Вулична сцена
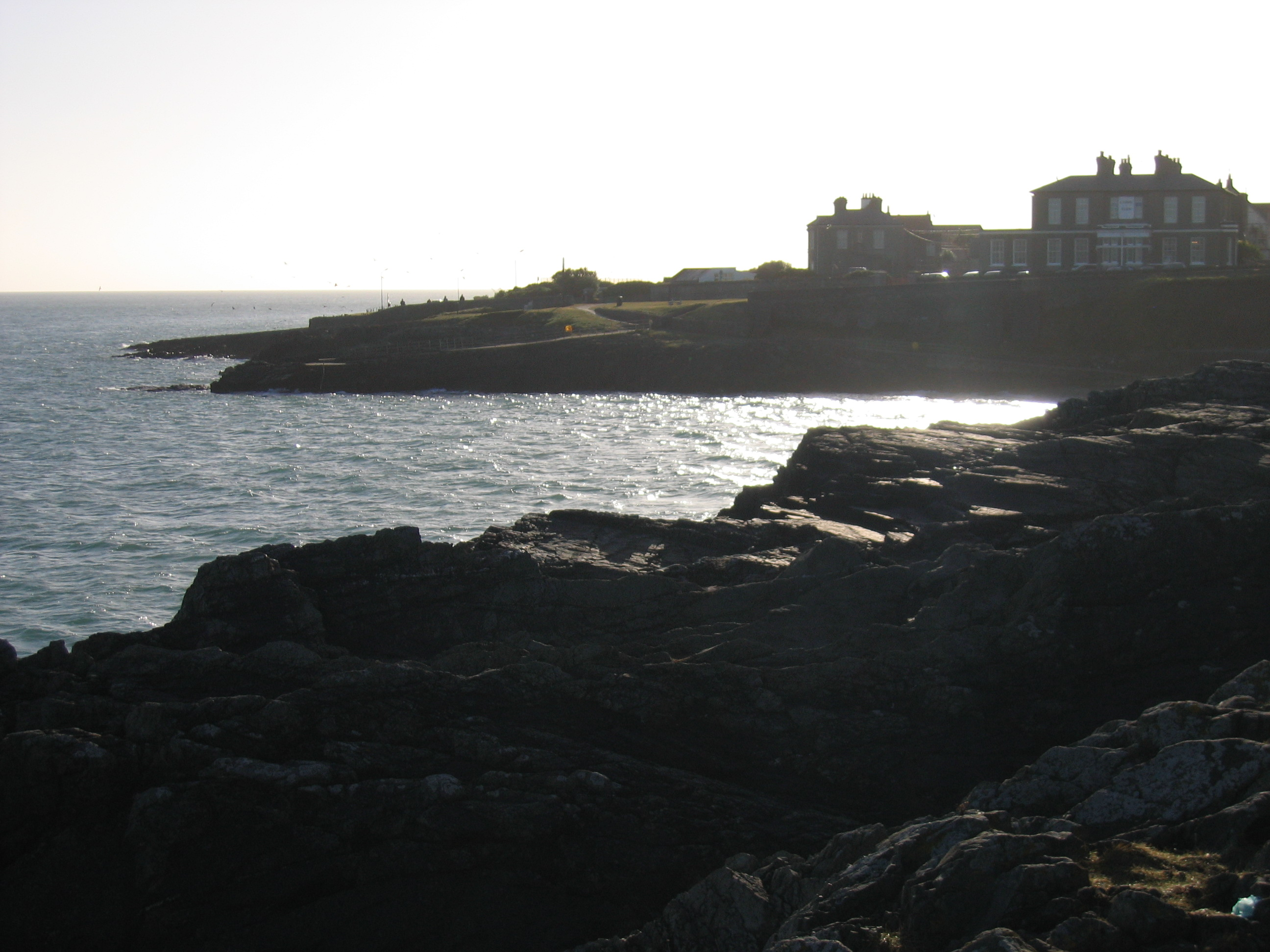
Набережна
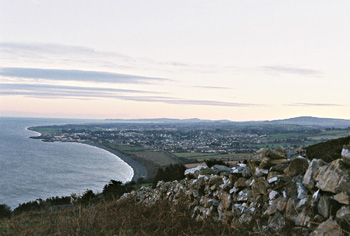
Грейстонс з півночі
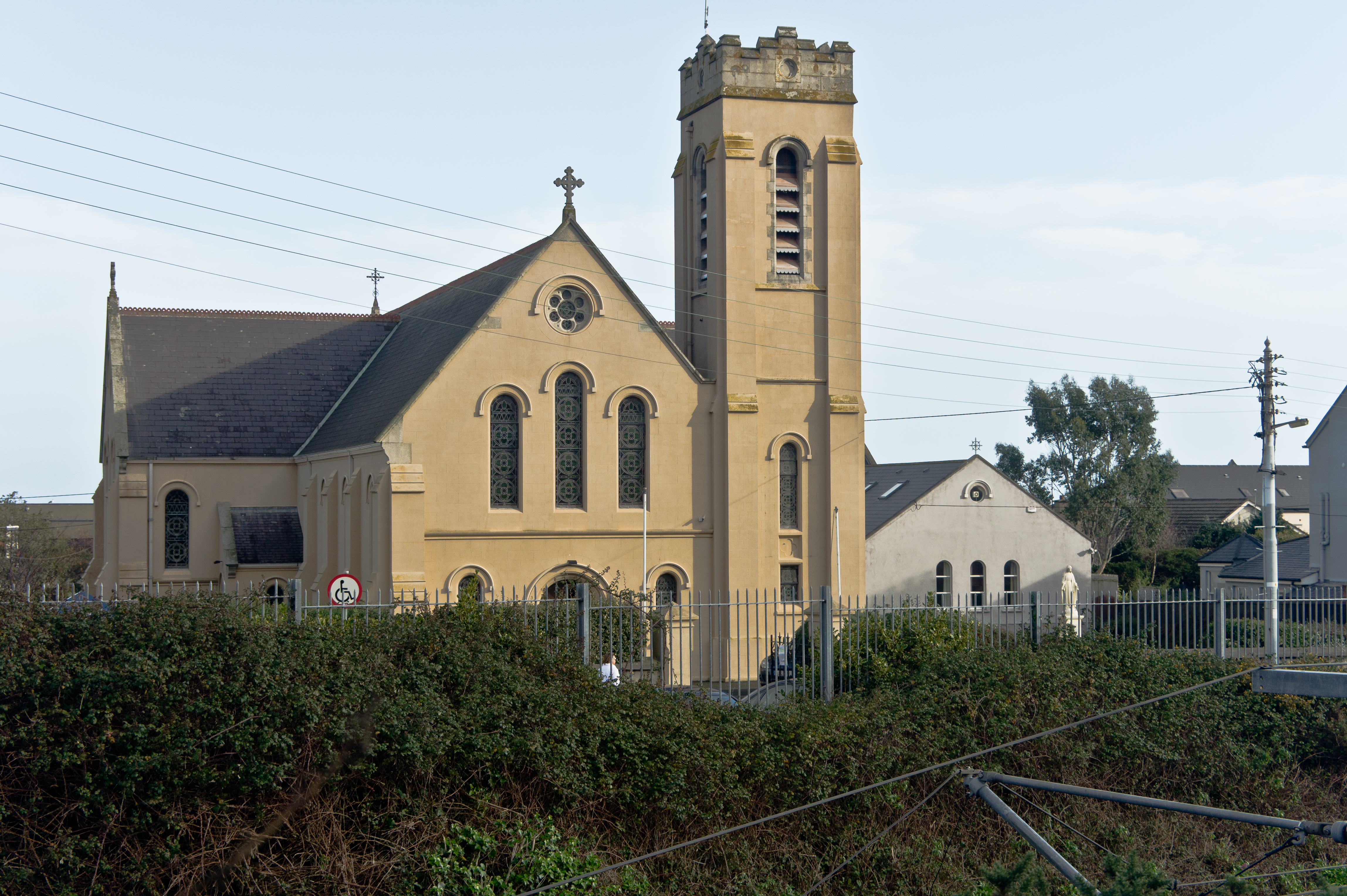
Церква Святого Розарію